# Megaoperativo Impertérritos 2017
El Megaoperativo Impertérritos 2017 fue una operación de la Policía Nacional del Perú que permitió la desarticulación de la organización criminal denominada "Los Babys de Oquendo", una organización dedicada al tráfico de terrenos, sicariato y extorsión en la zona de Lima Norte.

## Antecedentes
Fundado por los remanentes de "Los Destructores" y "Los injertos del Fundo Oquendo", "Los Babys de Oquendo" eran liderados por los hermanos Enrique, alias "Loco Kike", y Jacinto Aucayari, alias "Cholo Jacinto", teniendo como lugarteniente a Helio Tolentino Huerta, alias "Tolentino".
La actividad criminal de "Los Babys de Oquendo" se centraba en la usurpación de terrenos y el cobro de cupos a empresas constructoras a cambio de "seguridad", operando en los distritos limeños de Los Olivos, San Martín de Porres, Puente Piedra y Carabayllo, además del Callao, especialmente en la zona de Oquendo y Ventanilla. Dicha organización criminal operaba a través de "gatilleros" (sicarios), tesoreros, dirigentes de construcción civil, abogados, transportistas, entre otros; constituyendo sindicatos a través de los cuales exigían "pagos" a las empresas objetivo.

## Megaoperativo
Tras un trabajo de inteligencia, el 27 de junio del 2017 se dio inicio al megaoperativo denominado Impertérritos 2017, llegándose a decomisar 12 armas, 5 vehículos y 20 mil soles y la captura de 61 personas, entre ellas 24 policías y 2 funcionarios del Instituto Nacional Penitenciario. Además, se realizó requisas en el penal de Piedras Gordas (Lima) y La Capilla (Puno).